# Hundredth
Hundredth ist eine 2008 gegründete Rockband aus Myrtle Beach, South Carolina.

## Geschichte
Hundredth wurden im Jahr 2008, nachdem sich eine Band mit dem Namen The Hundredth auflöste, in Myrtle Beach, South Carolina gegründet. Derzeit sind Chadwick Johnson (Gesang), Andrew Minervini (Rhythmusgitarre), Blake Hardman (Leadgitarre), John Paul Gressman (E-Bass) und Matt Koontz (Schlagzeug) in der Band aktiv.
Das Debütalbum, When Will We Surrender, erschien am 30. März 2010 über dem US-amerikanischen Label Mediaskare Records. Eine Single unter dem Namen Desolate wurde nur wenige Wochen vor der Veröffentlichung des Albums herausgebracht. Im Oktober und November 2010 war die Gruppe mit Deez Nuts, First Blood und A Loss for Words Support für The Ghost Inside auf deren Returner Tour. Das zweite Album der Band, das Let Go heißt, erschien am 27. September 2011, ebenfalls über Mediaskare Records. Vor dem Release von Let Go tourte die Gruppe mehrere Monate im Rahmen der Over the Limit II Tour, die von Bury Your Dead als Headliner und unter anderem von Evergreen Terrace, For the Fallen Dreams und Betrayal als Vorgruppe begleitet wurde.
Zwischen April und Juli 2012 spielten Hundredth im Rahmen der Scream the Prayer Tour mit Gruppen wie Close Your Eyes, The Great Commission, For Today und Demon Hunter. Im September 2012 folgte eine Tournee durch Europa. Diese fand im Rahmen der Hell on Earth statt. Weitere Teilnehmer an der Konzertreise waren Betrayal, Walls of Jericho und Death Before Dishonor. Am 20. April 2013 spielten Hundredth im Rahmen des Impericon Festivals auf dem agra-Gelände in Leipzig. Unter anderem waren auch Stick to Your Guns, Obey the Brave, Callejon, Breakdown of Sanity und Heaven Shall Burn zu sehen. Ende 2013 war die Gruppe mit Northlane, I Killed the Prom Queen, Hand of Mercy, Betraying the Martyrs und Carnifex als Support für Emmure im Rahmen der Impericon Never Say Die! Tour durch Europa unterwegs. Noch in diesem Jahr erschienen mit Revolt, die erste EP von zweien. Am 27. und 28. November 2013 spielte die Gruppe zwei Konzerte in Neuseeland. Direkt im Anschluss folgte eine Südostasien-Konzertreise, die durch Singapur, Thailand, Malaysia und Indonesien führte.

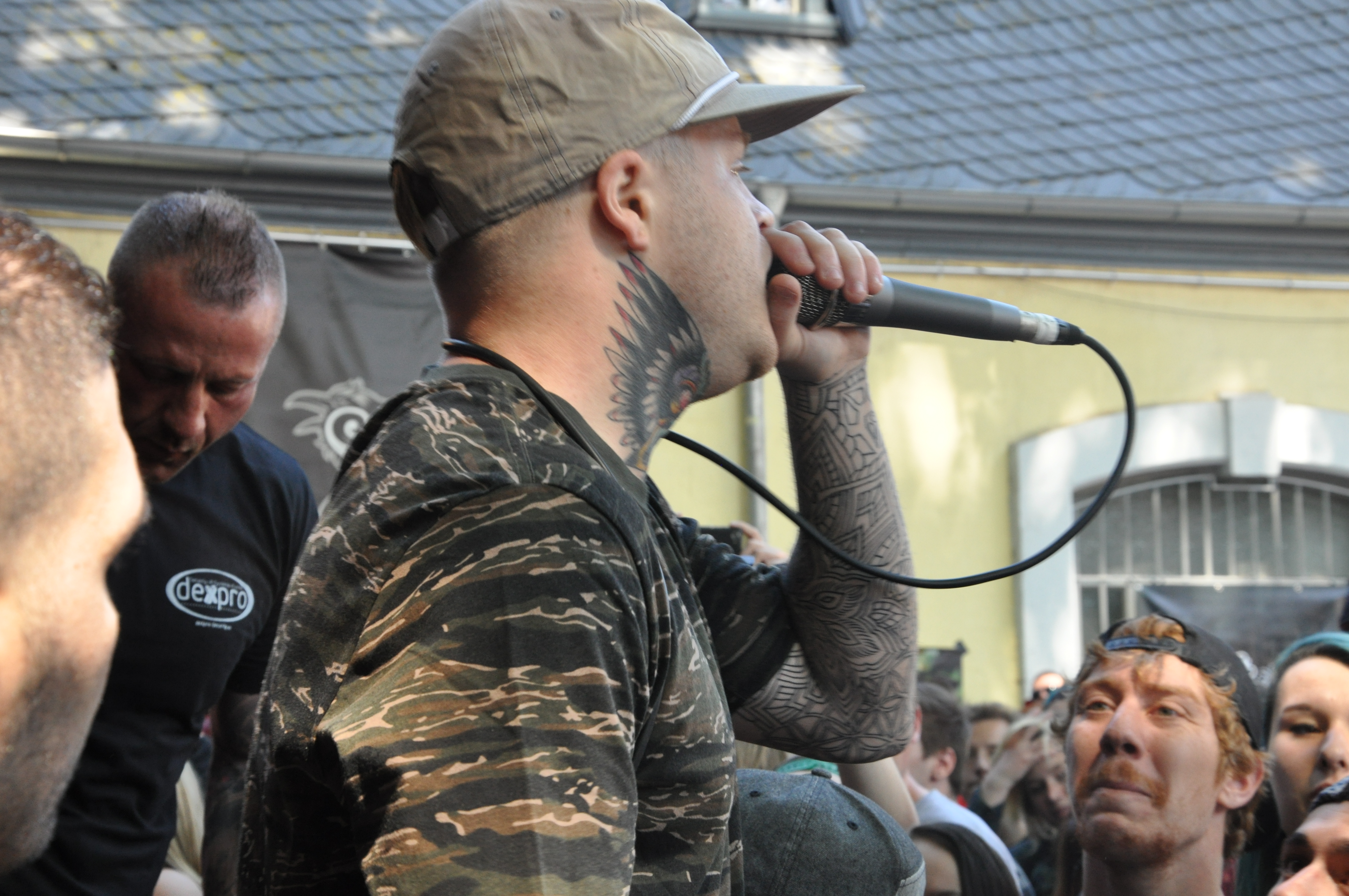
Chadwick Johnson (2014)

Im Februar 2014 war eine Konzertreise im Vereinigten Königreich als Support von August Burns Red geplant. Auch war Being as an Ocean als Support auf der Tournee zu sehen. Im März spielte die Gruppe eine Europatournee mit Polar, Counterparts und erneut mit Being as an Ocean. Im April 2014 wurde mit Resist, der zweite Teil der EP-Historie. Mit diesen schaffte die Gruppe den Einstieg in den US-Albumcharts. Den Sommer verbrachte die Gruppe auf mehreren größeren Musikfestivals, darunter war das Summerblast Festival und das With Full Force. Im Oktober 2014 gab die Band bekannt, zu Hopeless Records gewechselt zu sein. Dort erschien inzwischen die komplette Diskografie der Gruppe erneut auf CD und Schallplatte. Zudem arbeitete die Band an dem dritten Studioalbum. Im November und Dezember 2014 spielte die Gruppe eine Nordamerika-Konzertreise mit Every Time I Die, Architects und The Ghost Inside.
Im April 2015 spielte die Band eine Europatournee als Vorband für Cancer Bats und While She Sleeps. Dabei verlief die Konzertreise durch elf Staaten in Mittel-, Ost- und Nordeuropa. Bereits im Dezember 2014 wurde die Band gemeinsam mit Blessthefall, Family Force 5 und weiteren Acts für die komplette Warped Tour angekündigt, welche von Juni bis August 2015 stattfand.
Die Band hat mit Hope Into Humanity eine eigene Non-Profit-Organisation ins Leben gerufen, um weltweit Menschen zu helfen, die Hilfe benötigen. Am 1. Januar 2012 starteten die Musiker im Rahmen ihrer Organisation einen Spendenaufruf. Ziel war es, 20.000 US-Dollar zu erreichen, um Menschen Zugang zu sauberen Trinkwasser ermöglichen zu können. Sänger Chadwick Johnson gab in einem Video über diesen Spendenaufruf bekannt, dass dieser Aktion weder politische noch religiöse Hintergrundgedanken zugrunde liegen.

## Stil
Hundredth spielten zu Beginn eine melodische Variante des Hardcore Punk, welche zeitweilig auch in den Metalcore abdriftete. Vergleichbare Künstler waren unter anderem Gruppen wie Comeback Kid und Modern Life Is War. Die Liedtexte der Gruppe sind christlich angehaucht und verbreiten weitestgehend eine positive Message. Allerdings werden auch Shai Hulud und Strongarm, wobei Letztere nur bedingt zutrifft, als musikalische Einflüsse erkannt.
Die Musiker änderten ihre musikalische Ausrichtung mit der Veröffentlichung des vierten Studioalbums Rare weg vom Melodic Hardcore hin zu einer Mischung aus Indie-Rock und Shoegazing.

## Diskografie

### EPs
- 2013: Revolt (Mediaskare Records, über Hopeless Records neu aufgelegt)
- 2014: Resist (Mediaskare Records, über Hopeless Records neu aufgelegt)

### Alben
- 2010: When Will We Surrender (Mediaskare Records, über Hopeless Records neu aufgelegt)
- 2011: Let Go (Mediaskare Records, über Hopeless Records neu aufgelegt)
- 2015: Free (Hopeless Records)
- 2017: Rare (Hopeless Records)
- 2020: Somewhere Nowhere